# Craig Quinnell
Pour les articles homonymes, voir Quinnell.
Pas d'image ? Cliquez ici

a Compétitions nationales et continentales officielles uniquement.

b Matchs officiels uniquement.
Jonathan Craig Quinnell, né le 9 juillet 1975, à Swansea, Pays de Galles, est un joueur gallois de rugby à XV.
Il a occupé le poste de deuxième ligne de l'équipe du pays de Galles.

## Biographie
Craig Quinnell est le fils de l'ancien international Derek Quinnell. Son frère aîné, Scott a été un grand joueur gallois et Gavin pratique également le rugby à XV comme joueur professionnel.
Il commence sa carrière à Llanelli, puis il rejoint le club anglais de Richmond pour deux saisons. Craig Quinnell joue ensuite pour le Cardiff RFC entre novembre 1999 et mai 2002 et il s'impose comme un élément-clé du pack. Quinnell quitte Cardiff en mai 2002 pour rejoindre le club anglais de Saracens et pour une période encore plus courte, Worcester,. En 2003, il rejoint la nouvelle province des Cardiff Blues, avec qui il joue jusqu'à sa retraite sportive en 2006.
Craig Quinnell fit sa première apparition pour le pays de Galles comme flanker contre les Fidji en 1995 à l'âge de 20 ans. Il obtient un total de 32 capes (la majorité comme seconde ligne). Il a participé à la Coupe du monde 1999.

## Palmarès

### Équipe nationale
- 32 sélections avec le pays de Galles entre 1995 et 2002